# Кремницька Єлизавета Людвігівна
Кремницька Єлизавета Людвігівна (14 (17) квітня, 1925, Ужгород — 11 березня, 1978, Ужгород) — закарпатська художниця, живописиця і графікеса, яскрава представниця мистецтва нонконформізму.

## Творчий та життєвий шлях
Народилася Єлизавета Кремницька 14 (17) квітня 1925 року в місті Ужгород Закарпатської області в звичайній угорсько-словацькій сім'ї, в найдавнішій частині Ужгорода — Радванці. Жила у маленькій квартирі з мамою і молодшим братом Отто, який згодом став скульптором. Із 1932 до 1941 відбулося шкільне навчання. Після спроби навчатися у торговельному технікумі визначилося головне – художнє училище з 1946 до 1950. Батько — офіціант Людвик Кремницький, помер у 1949. У 1950  Єлизавета Кремницька закінчила Ужгородське училище прикладного мистецтва, викладачі —Адальберт Ерделі, Андрій Коцка, Федір Манайло, Йосип Бокшай. Після училища почала працювати в Художфонді, що став першим і єдиним її робочим місцем. У 1952 році вперше виставила свої роботи на обласній виставці і з тих пір її виставкова діяльність не припинялася, ставши загальноукраїнською та всесоюзною.
Того ж року Кремницька вийшла заміж за Павла Бедзира. Почалося непросте спільне життя, творча робота і часом змагання двох талантів.
Під впливом свого чоловіка художниця пережила захоплення графікою і зробила своєрідні графічні серії, але суттю її творчості був колір. Зачаровують її полотна з пастозно покладеними, дивовижно знайденими кольоровими співвідношеннями у техніках темпери, особливої бедзірівської емульсії й навіть в енкаустиці – портрети, пейзажі, натюрморти кінця 1950-х– середини 1960-х років, багатофігурні композиції 1970-х років, малюнки фломастерами. Учасниця обласних виставок від 1952 року, всесоюзних виставок від 1956, республіканських від 1957, зарубіжних виставок Чехословаччина, 1972; Угорщина, 1974; Румунія, 1976.
У 1958 році Кремницька подала документи на вступ до  Спілки Художників України. Прийняли її через 10 років, у 1968-му.
Над нею тяжів увесь набір чинників, що перешкоджали нормальному професійному зростанню в СРСР. Вона ніяк не вписувалася в контекст соцреалізму. Однак вона зробила своє мистецтво, яке залишила нам разом із спогадами про богемні, творчі 1960-ті, а також про тих, що були в епіцентрі мистецьких подій.
Мистецтвознавиця Олена Папета закінчує свою розвідку про Лізу Кремницьку так: «Її живопис дзвінкий, як голос француженки Едіт Піаф — чиє прізвисько „піаф“ означає „пташка“. Ті, хто знав Лізу Кремницьку, запам'ятали її саме такою — невисокою, звичайною, незалежною, вразливою, безкомпромісною, магнетично притягальною». «Ліза була дивиною для нас, — згадує про неї Габріела Андял. — Дуже обов'язкова в мистецтві, вона нагадувала пташку, яка наче билася об шибку».
Раптово померла 1978 року в Ужгороді, де і похована на кладовищі Кальварія, де пізніше поруч з нею  був похований її чоловік, Павло Бедзир. В 2013 році на могилах Павла Бедзира та Єлизавети Кремницької було встановлено парний памятник з граніту. Автор скульптури - Василь Роман.
Роботи художниці зберігаються у Національному художньому музеї України, Закарпатському обласному художньому музеї ім. Йосипа Бокшая, Музеї сучасного мистецтва України (Київ), колекції галереї NT-Art, та приватних колекціях Російської Федерації, США, Латвії, Естонії.